# Paradise Papers
Die Paradise Papers [ˈpəɹə.daɪ̯s ˈpeɪpəʳz] (deutsch Paradies-Papiere) sind ein Konvolut von ursprünglich vertraulichen Unterlagen der Anwaltskanzlei Appleby und des kleineren Treuhandunternehmens Asiaciti Trust, die 2016 der Süddeutschen Zeitung zugespielt wurden. Die Unterlagen stellen in tausenden Fällen dar, wie von Milliardären weltweit und einigen der global größten Konzerne wie Apple, Facebook oder Nike mittels Geldwäsche und Verschleierung – unter anderem durch Gründung von Briefkastengesellschaften und Nutzung von Offshore-„Steueroasen“ – Steuervermeidung und Steuerhinterziehung betrieben wird und wurde. In den geleakten Unterlagen finden sich Datensätze zu mehr als 120 Staats- und Regierungschefs und Politikern aus 47 Ländern, darunter die mittlerweile verstorbene britische Königin Elisabeth II. sowie der US-Handelsminister und Multimillionär Wilbur Ross. Darüber hinaus enthalten sie die bislang unbekannten Handelsregister von 19 Steueroasen wie den Bahamas, Cayman Islands oder Malta sowie Informationen zu verborgenen, fragwürdigen Firmenkonstrukten weltweit tätiger Firmen und Großkonzerne.
Zeitgleich wurden die Rechercheergebnisse am 5. November 2017 durch Journalisten des Internationalen Netzwerkes investigativer Journalisten (ICIJ) weltweit veröffentlicht. Die beteiligten Reporter werteten 13,4 Millionen Dokumente aus einem Datenleck der Anwaltskanzlei aus. In den Paradise Papers sind Daten und Dokumente von 21 verschiedenen Quellen enthalten.

## Veröffentlichung

### Bekanntgewordene Inhalte der Dokumente
Die ausgewerteten Daten dokumentieren unter anderem die Geschäfte des Offshore-Dienstleisters Appleby (6,8 Mio. Dokumente) und des kleineren Treuhandunternehmens Asiaciti Trust in Singapur (600.000 Dokumente). Zusätzlich sind die internen Daten der Firmenregister von 19 Steueroasen (rund 6 Mio. Dokumente) enthalten, etwa von den Bermudas, den Cookinseln oder Malta. Diese Daten erhielt die Süddeutsche Zeitung. Wie bereits bei den Panama Papers teilte die Zeitung die Daten mit dem International Consortium of Investigative Journalists (ICIJ). Über ein Jahr werteten über 120 Journalisten weltweit das Material aus und nahmen weitergehende Recherchen vor. 95 Medienpartner weltweit beteiligten sich an der Recherche und Veröffentlichung. An den Veröffentlichungen waren erneut die Journalisten Bastian Obermayer und Frederik Obermaier beteiligt, die wie alle anderen an den Veröffentlichungen zu den Panama Papers Beteiligten bereits 2017 mit dem Pulitzerpreis ausgezeichnet worden waren.

### Beteiligte Medien
An der Recherche zu den Paradise Papers und ihrer Aufbereitung für die Öffentlichkeit waren 380 Journalisten von 96 Medien aus 67 Ländern beteiligt. Sie arbeiten u. a. für folgende Medien:
- Deutschland: Rechercheverbund NDR, WDR und Süddeutsche Zeitung
- Österreich: Falter, ORF
- Schweiz: SonntagsZeitung, Tages-Anzeiger
- Argentinien: La Nación
- Frankreich: Le Monde
- Vereinigtes Königreich: The Guardian, BBC
- Vereinigte Staaten: New York Times

## Appleby
Die Anwaltskanzlei Appleby ist einer der Marktführer für Offshore-Geschäfte. Das Unternehmen macht 100 Millionen US-Dollar Jahresumsatz, hat 470 Mitarbeiter und Büros in fast allen wichtigen Steueroasen.
Appleby wurde in Hamilton (Bermuda) gegründet und steht im Fokus der Recherchen. Die Kanzlei hatte bis zur Veröffentlichung der Paradise Papers eine gute Reputation, sah sich selbst als führendes Unternehmen in dem Geschäftszweig der Offshore-Industrie und gewann verschiedene Preise.
Die Kanzlei räumte wenige Tage vor der Veröffentlichung ein, dass möglicherweise Datenmaterial dem ICIJ illegal zugespielt worden sei. Sie sprach nicht von einem Datenleck, sondern von einem illegalen Cyberangriff. Appleby betonte, legale Offshore-Praktiken anzuwenden und im Einklang mit den Gesetzen zu handeln. Nach sorgsamer und intensiver Prüfung sei man zu dem Ergebnis gekommen, dass es keinerlei Belege für Fehlverhalten seitens der Kanzlei oder ihrer Klienten gebe.

## Betroffene (Auswahl)
Insgesamt werden in den Unterlagen mehr als 120 Staats- und Regierungschefs und Politiker aus 47 Ländern genannt. Zu den weiteren Kunden der Kanzlei zählen neben mehreren multinationalen Konzernen auch vermögende Einzelpersonen, wie Spitzensportler, z. B. der Rennfahrer Lewis Hamilton, und weitere Prominente, wie z. B. der Musiker Bono. Es werden nicht alle in den Daten vorkommenden Personen und Unternehmen veröffentlicht, da diese zum Teil nicht von öffentlichem Interesse sind.

### Unternehmen
- In den Vereinigten Staaten: Apple, Facebook, Microsoft, Ebay, Twitter, Uber, Yahoo sowie McDonald’s, Nike, Walmart
- Im Vereinigten Königreich: Meininger Hotels
- In der Schweiz: Glencore, weltweit größte im Rohstoffhandel tätige Unternehmensgruppe; Jahresumsatz 170,5 Milliarden USD (2015), Credit Suisse
- In Deutschland: Sixt, Deutsche Post AG, Siemens, Allianz, Bayer, Deutsche Bank

### Personen

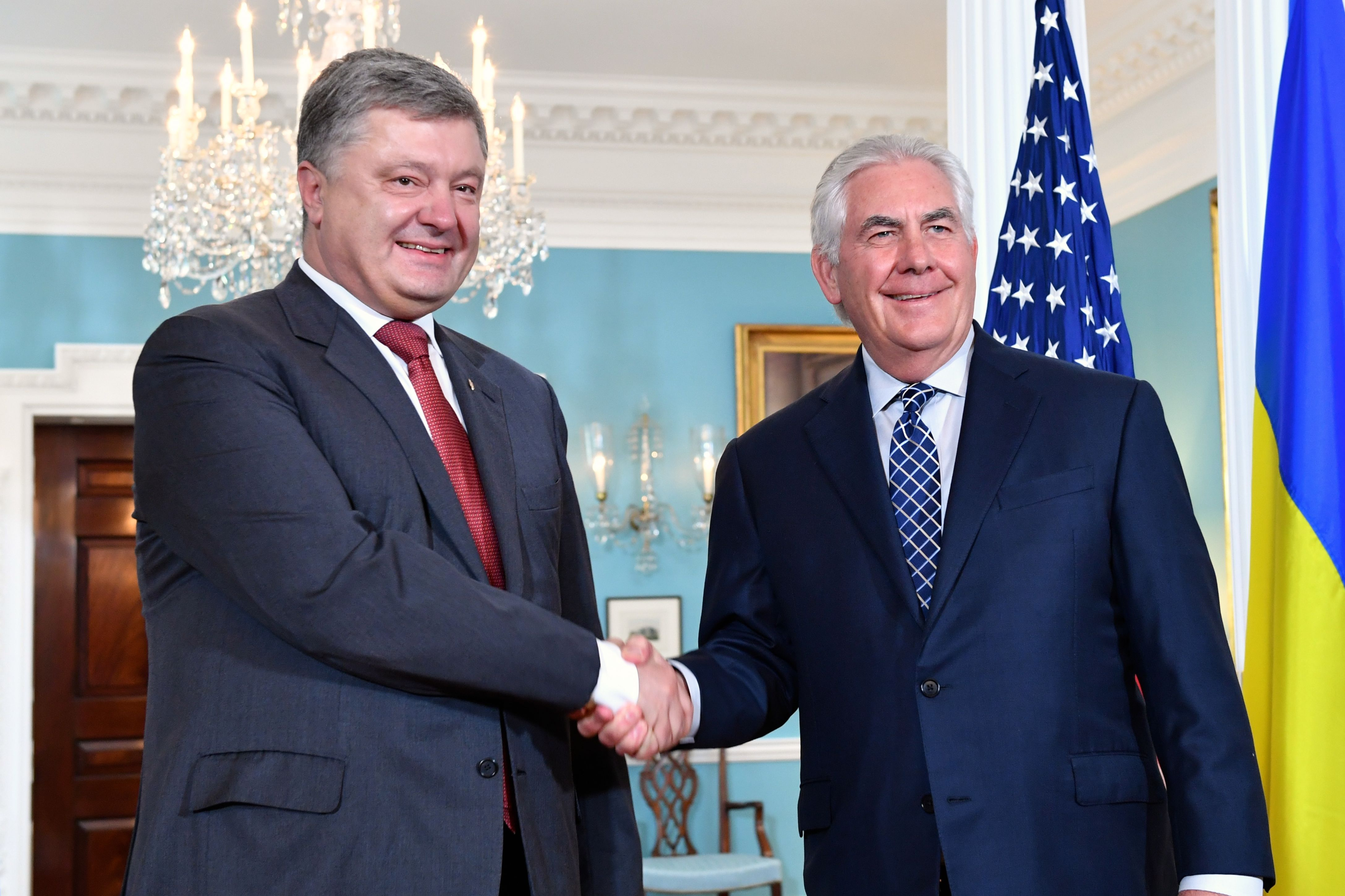
Petro Poroschenko und Rex Tillerson

#### Argentinien
- Luis Caputo, Finanzminister Argentiniens[12]
- Alan Faena, Hotelier und Immobilienentwickler[13]

#### Australien
- Nicole Kidman, Schauspielerin und Filmproduzentin[14]
- Keith Urban, Musiker und Ehemann von Nicole Kidman[14]

#### Deutschland
In den Paradise Papers sind zahlreiche Deutsche zu finden. In der Kundendatenbank von Appleby finden sich mehr als 1000 Einträge mit Bezügen nach Deutschland.
- Familie Engelhorn, Eigentümer u. a. des Pharmakonzerns Boehringer Mannheim[16]
- Paul Gauselmann, Gründer des Spielautomaten- und Wettkonzerns Gauselmann-Gruppe und Vorsitzender des Verbandes der Deutschen Automatenindustrie e. V. (VDAI).[16] Gauselmanns Unternehmen betätigt sich über die Isle of Man im Online-Glücksspielmarkt. Die Geschäfte mit Online-Casinos gelten laut Tagesschau unter Geldwäsche-Experten als hochproblematisch und sind in Deutschland illegal. Paul Gauselmann verdient dennoch über ein Lizenz-Konzept mit Hilfe einer auf der Isle of Man beheimateten Gesellschaft am Online-Glücksspiel. Die Gauselmann-Gruppe bestreitet, dass das Verbot für Online-Casinos in Deutschland anwendbar sei und arbeite auch nicht mit illegal agierenden Anbietern zusammen.[15]
- Harald Leibrecht (FDP), ehemaliger Bundestagsabgeordneter, ist unter anderem Mitbesitzer einer Briefkastengesellschaft, die ein Schloss südlich von London hält. Diese Beteiligung verschwieg Leibrecht während seiner elfjährigen Zeit als Abgeordneter. Er erklärte auf Nachfrage, den Steuerbehörden sei die Konstruktion bekannt.[15]
- Klaus Mangold, Manager und Wirtschaftsberater, u. a. ehemaliger Aufsichtsratsvorsitzender von TUI. Den Unterlagen zufolge war Mangold in den Jahren 2003 und 2010 Begünstigter einer Briefkastengesellschaft auf der Isle of Man, die dem russischen Oligarchen Boris Beresowski gehörte. Auf Nachfrage erklärte Mangold, ihm sei „nicht erinnerlich“, Begünstigter dieser Gesellschaft gewesen zu sein.[15]
- Gerhard Schröder (SPD), ehemaliger deutscher Bundeskanzler.[16] Gerhard Schröder war 2009 sogenannter „unabhängiger Aufsichtsrat“ des russisch-britischen Energieunternehmens TNK-BP. Formal hatte das Unternehmen wie viele Öl-Joint-Ventures seinen Sitz auf den Britischen Jungferninseln. Im Rahmen ihrer Funktion bei TNK-BP benötigten Schröder und zwei weitere Aufsichtsräte nach Angaben der Zeit den Rat von Appleby „wegen bestimmter prozeduraler Firmenangelegenheiten unter dem Recht der Britischen Jungferninseln“, wie es in einer Mail im Oktober 2011 hieß.[17]

#### Ghana
- Ken Ofori-Atta, ghanaischer Finanzminister[18]

#### Griechenland
- Telis Mistakidis, griechischer Metallhändler und Milliardär[19]

#### Irland
- Bono, alias Paul David Hewson investierte 2007 in ein Unternehmen auf Malta. Diese Gesellschaft war der Ausgangspunkt für ein verzweigtes Unternehmensgeflecht. Unter anderem investierte Hewsons Unternehmen in eine litauische Gesellschaft; diese wiederum in ein Einkaufszentrum. Die litauische Steuerbehörde VMI nahm Ermittlungen auf, da sie vermutet, dass Gewinne des Einkaufszentrums falsch verbucht wurden und so zu wenig Steuern in Litauen gezahlt wurden.[20]

#### Israel
- Dan Gertler, Diamanten- und Rohstoffhändler; Vermittler zwischen der Demokratischen Republik Kongo und Glencore[21]

#### Japan
- Yukio Hatoyama, ehemaliger Premierminister von Japan[22]

#### Kanada

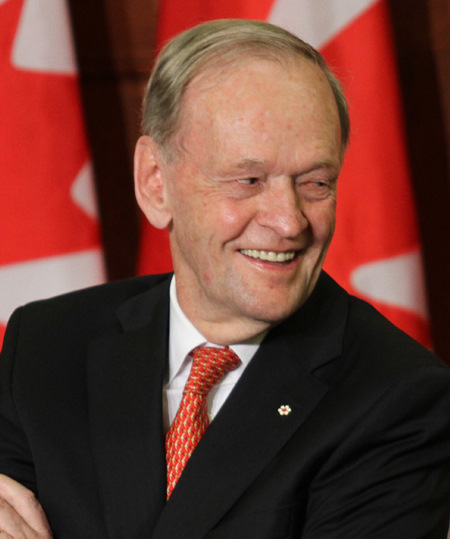
Jean Chrétien

- Stephen Bronfman, Geschäftsmann aus Montreal und enger Vertrauter des kanadischen Premierministers Justin Trudeau; Neffe von Edgar Bronfman Sr.[23]
- Jean Chrétien, ehemaliger kanadischer Premierminister[24]
- Paul Martin, ehemaliger kanadischer Premierminister[24]
- Brian Mulroney, ehemaliger kanadischer Premierminister[24]
- Isai Scheinberg, Unternehmer, Mitgründer und ehemaliger Mitbesitzer der Onlinepoker-Plattform PokerStars[25]
- Mark Scheinberg, Unternehmer, Mitgründer und ehemaliger Mitbesitzer der Onlinepoker-Plattform PokerStars[25]
- Thierry Vandal, ehemaliger CEO von Hydro-Québec[26]

#### Kasachstan
- Sauat Myngbajew, ehemaliger kasachischer Minister für Öl und Gas[27]

#### Kolumbien
- Shakira, Popmusikerin[28]

#### Libanon
- Adnan Kassar, Bankier, Geschäftsmann und Politiker[29]

#### Liberia

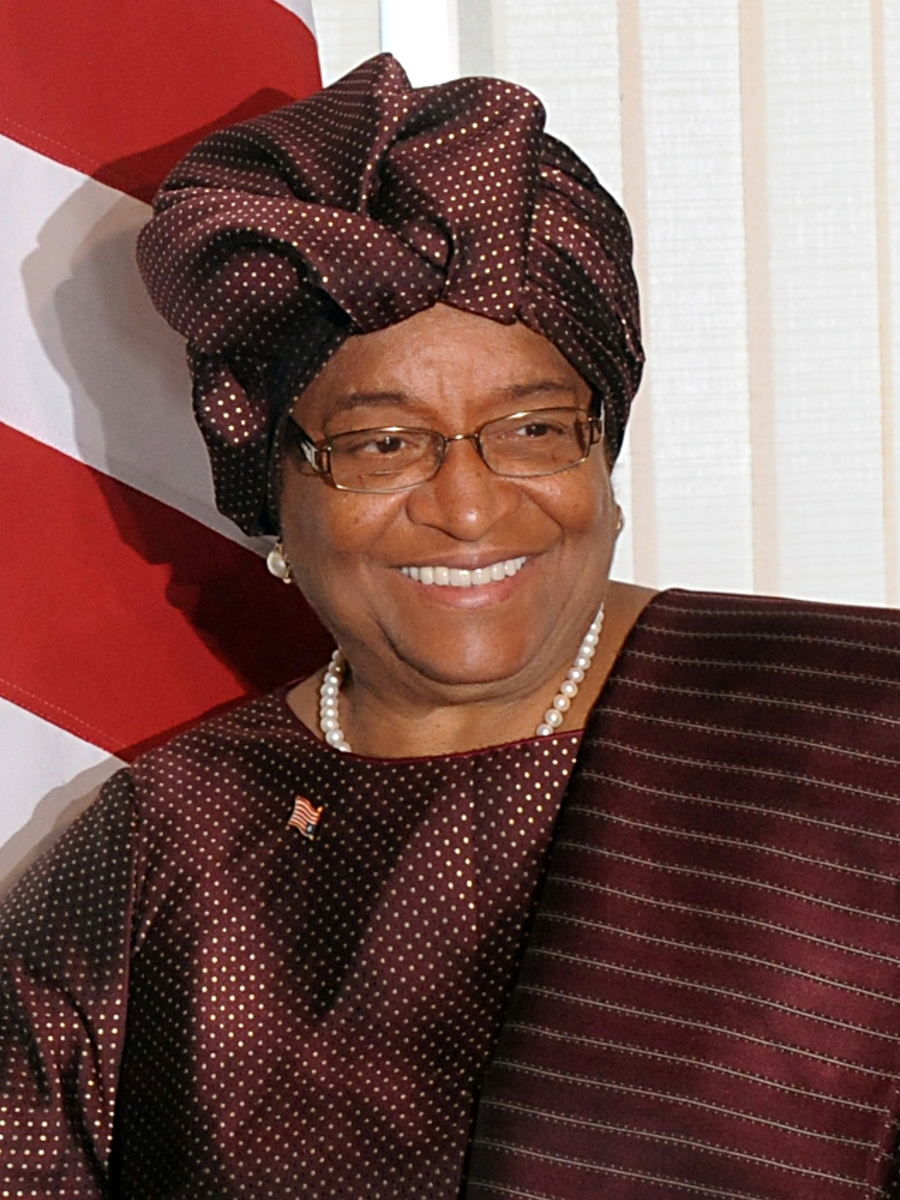
Ellen Johnson Sirleaf

- Ellen Johnson Sirleaf, Präsidentin Liberias[18]

#### Mexico
- Ricardo Salinas Pliego, mexikanischer Geschäftsmann, Gründer und Vorsitzender von Grupo Salinas[30]
- Pedro Aspe, mexikanischer Ökonom[30]

#### Montenegro
- Ana Kolarevic, Schwester des ehemaligen Premierministers und Präsidenten von Montenegro Milo Đukanović[31]

#### Österreich
- Investmentbanker Wolfgang Flöttl, Teil der BAWAG-Affäre und Sohn des ehemaligen Chefs der BAWAG, Walter Flöttl[32]
- Alfred Gusenbauer, ehemaliger österreichischer Bundeskanzler[33]

#### Russland
- Juri Borissowitsch Milner, russischer Oligarch, laut Bloomberg Markets (2012) einer der 50 einflussreichsten Menschen der Welt

#### Schweden
- Christer Gardell, schwedischer Hedgefondsmanager[34]
- Bertil Hult, Unternehmer, Milliardär, Gründer und Eigentümer des Sprach- und Reiseunternehmens EF Education[35]

#### Schweiz
- Monika Ribar, Präsidentin des Verwaltungsrats der Schweizerischen Bundesbahnen (SBB)
- Jean-Claude Bastos de Morais, Verwalter des angolanischen Staatsfonds
- Ruth Metzler, Beraterin, ehemalige Schweizer Bundesrätin

#### Spanien
- Daniel Maté, spanischer Milliardär[36]
- Xavier Trias, ehemaliger Bürgermeister von Barcelona[37]
- Juan Villalonga, spanischer Geschäftsmann[38]

#### Syrien
- Rami Machluf, syrischstämmiger Geschäftsmann und Verwandter des ehemaligen syrischen Präsidenten Baschar al-Assad[39]

#### Türkei
- Ahmet und Erkan Yıldırım, Söhne des ehemaligen türkischen Ministerpräsidenten Binali Yıldırım.[40] Den Belegen zufolge besitzen die beiden Söhne Yıldırıms zur Steuerumgehung fünf Briefkastengesellschaften in Malta: Hawke Bay Marine Co Ltd., Black Eagle Marine Co Ltd., South Seas Shipping N.V., Dertel Shipping Limited und Nova Warrior Limited. Dazu kommen zwei weitere Unternehmen seines Onkels Yılmaz Erence und vier weitere, die sein Neffe (Süleyman Varol) besitzt.[41]
- Serhat Albayrak, älterer Bruder des türkischen Finanzministers Berat Albayrak (welcher auch Schwiegersohn von Recep Tayyip Erdoğan ist), ist mit einigen Mitarbeitern der Çalık Holding Bevollmächtigter der Frocks International Trading Ltd. Dieses Unternehmen wurde 2003 gegründet und soll seit 2009 formell inaktiv sein.[42]

#### Vereinigtes Königreich

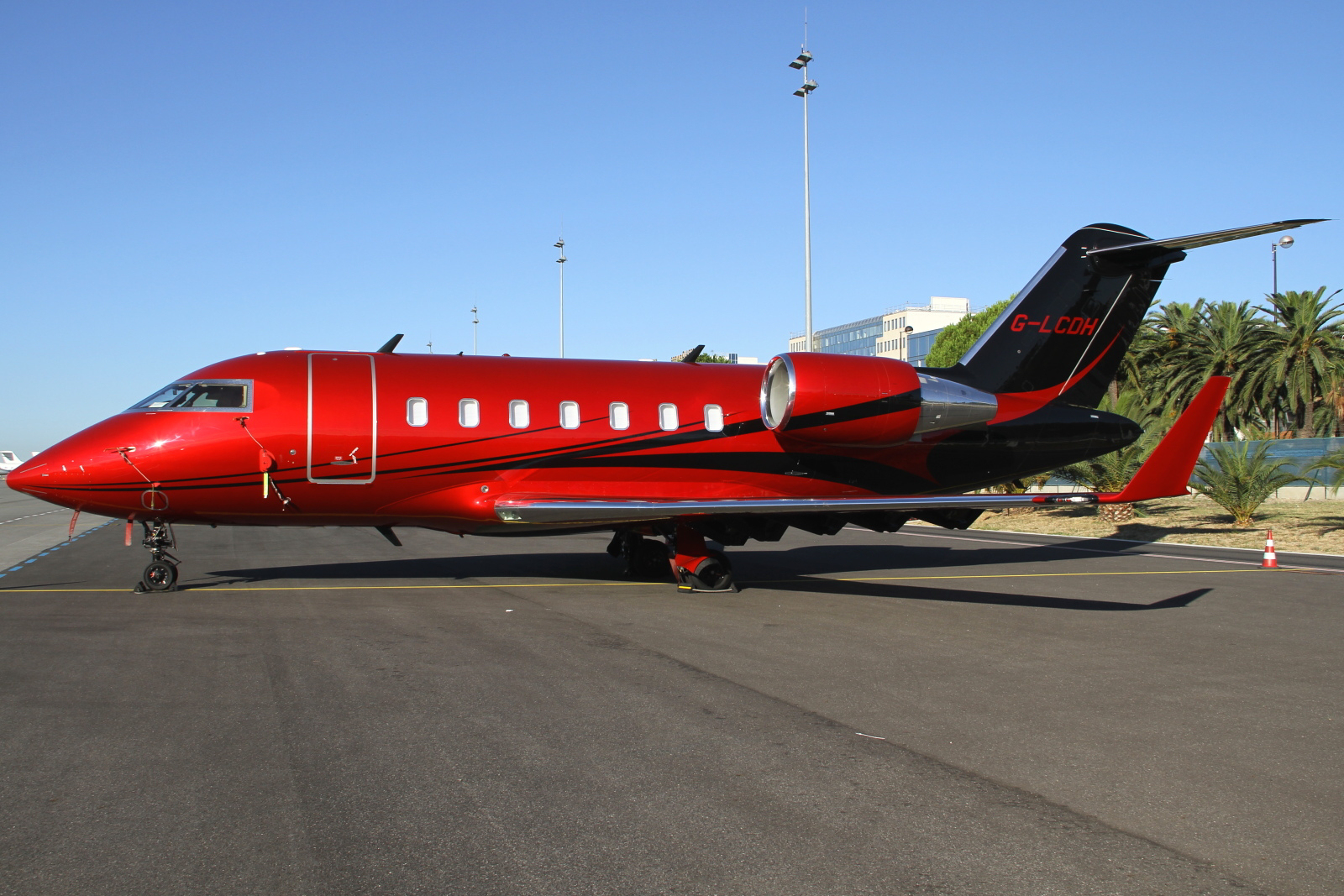
Formel-1-Rennfahrer Lewis Hamilton soll rund 5 Millionen Euro Abgaben beim Kauf und EU-Import seines Privatjets (Bild) über die Isle of Man vermieden haben.

- Königin Elisabeth II. Die Dokumente belegen, dass das Herzogtum Lancaster, welches sich im Besitz von Elisabeth II. befand und dessen Hauptaufgabe die Verwaltung derer Finanzen ist, auf den Cayman Islands und Bermuda 10 Millionen Pfund investiert hat.[43][44] Das Herzogtum Lancaster hält mittels der Dover Street VI Cayman Fund und Vision Capital Partners VI B LP Anteile am umstrittenen britischen Rent-to-own-Anbieter Bright House.[45]
- Lewis Hamilton, Formel-1-Rennfahrer. Hamilton habe 4,06 Millionen Euro Mehrwertsteuer beim Kauf seines Privatjets des Typs Bombardier Challenger 605 vermieden, indem er diesen über die Isle of Man einführte mit Hilfe von Ex-Formel-1-Rennfahrer Niki Lauda.[46][47]
- Hugh van Cutsem (1941–2013), Landbesitzer, Bankmanager, Geschäftsmann und Pferdezüchter[48]
- Jim Mellon, Milliardär und Geschäftsmann[49]

#### Vereinigte Staaten

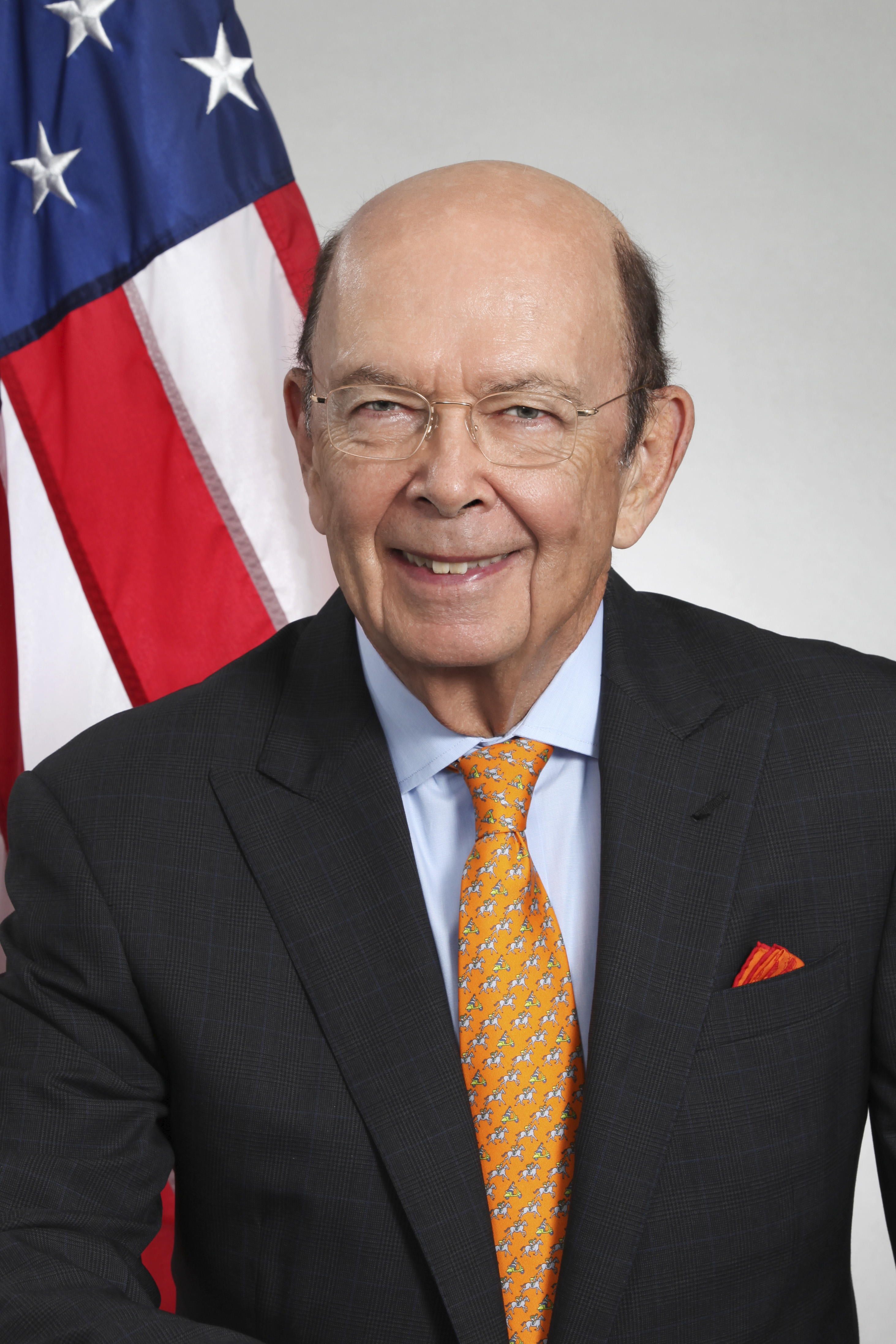
Wilbur Ross (2017)

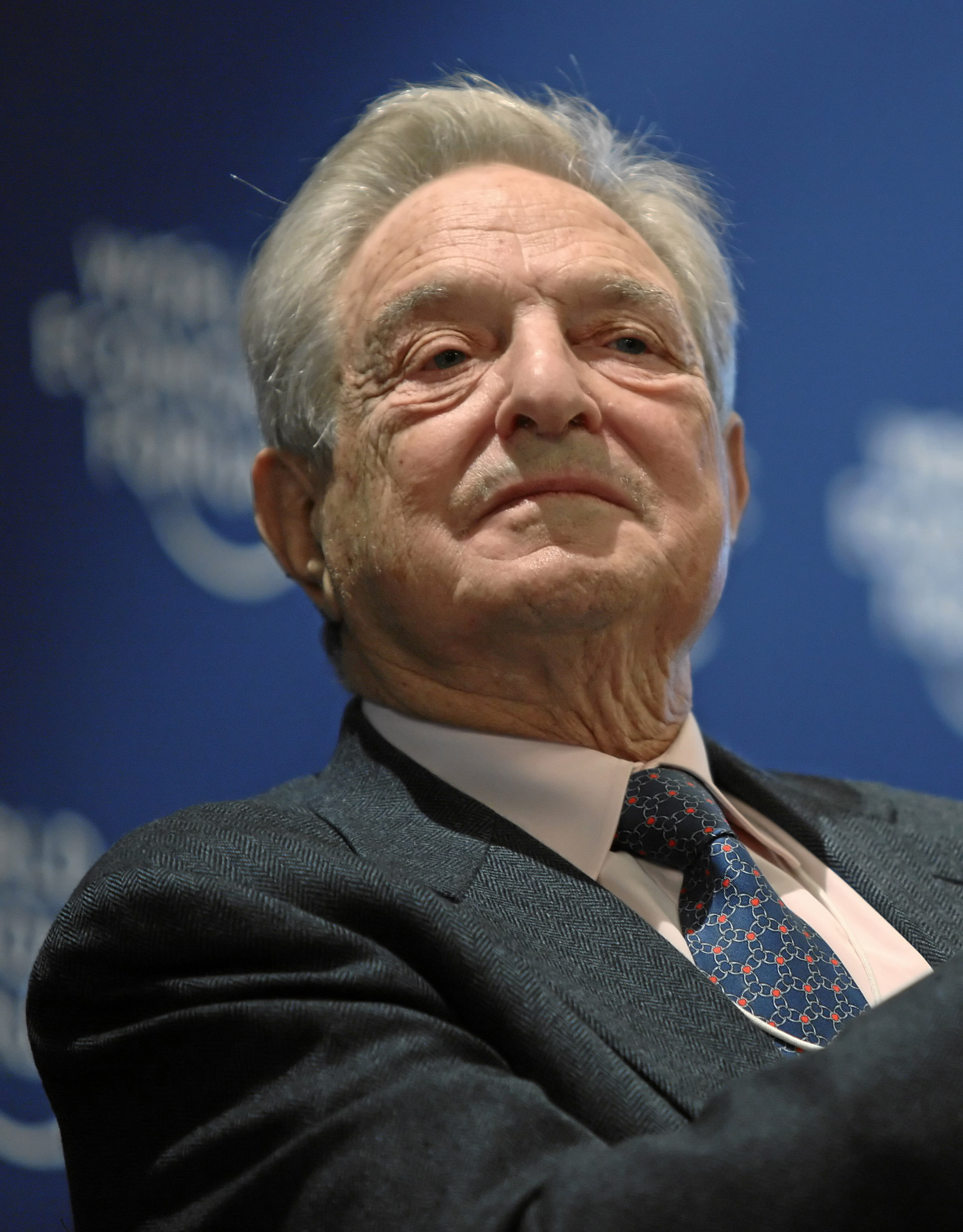
George Soros (2010)

- Thomas J. Barrack Jr., Immobilieninvestor und Gründer sowie Vorstandsvorsitzender von Colony Northstar[50]

- J. Christopher Burch, US-Milliardär[51]
- Leonard Blavatnik, Unternehmer und Investor[13]
- Gary D. Cohn, ehemaliger Goldman Sachs-COO und oberster Wirtschaftsberater im Kabinett Trump I (2017 bis März 2018)[52][53]
- Carl Icahn, Investor[53]
- Robert K. Kraft, Unternehmer und Eigentümer der New England Patriots[54]
- Madonna, Popmusikerin[28]
- Robert Mercer, US-Milliardär und bekannt als Förderer des Trump-Wahlkampfs; steht auf Bermuda acht Gesellschaften vor[55][56]
- Wilbur Ross, US-amerikanischer Multimillionär. Er war von 2017 bis 2021 US-Handelsminister im Kabinett Trump I. Er profitiere als Privatmann von Geschäften mit einem Unternehmen, das Kirill Schamalow, dem Schwiegersohn des russischen Präsidenten Wladimir Putin, dem Oligarchen Juri Milner und weiteren Kreml-nahen Geschäftsleuten gehört. Ross soll mittels vier Briefkastenfirmen auf den Cayman-Inseln unter anderem eine Beteiligung an der Reederei Navigator Holdings halten, die Flüssiggastanker betreibt. Zu den Großkunden der Reederei gehört der russische Energiekonzern Sibur.[57] Navigator wickelte seit 2014 mit Sibur Geschäfte in Höhe von mehr als 68 Millionen Dollar ab. Ross dementierte, dass seine Geldanlage Einfluss auf seine Amtsführung gehabt habe, bei der obligatorischen Anhörung vor dem US-Senat anlässlich seiner Nominierung als US-Minister hatte er versichert, alle Geschäftsbeziehungen zu beenden, die zu Interessenskonflikten mit seiner Aufgabe führen könnten;[1] der Sonderermittler Robert Mueller untersuchte zum Zeitpunkt der Veröffentlichungen, welche Kontakte die US-Regierung vor der US-Präsidentschaftswahl nach Russland hatte und ob Russland die Wahl beeinflusst haben könnte, um Donald Trump zum Sieg zu verhelfen (Sonderermittlung zur Beeinflussung des Wahlkampfs in den Vereinigten Staaten 2016).[58]
- George Soros, Investor[59]
- Warren A. Stephens, CEO von Stephens Inc.[60]
- Martha Stewart, Fernsehmoderatorin und -köchin[28]
- Rex Tillerson, US-Außenminister – sein Name taucht in den Dokumenten auf,[1]
- Justin Timberlake, Popmusiker[28]
- Harvey Weinstein, Filmproduzent[28]

## Reaktionen
Die Entwicklungshilfe-Organisation Oxfam forderte Konsequenzen der Politik, um die Schädigung des Gemeinwohls durch den Entzug von Milliarden finanzieller Mittel zu reduzieren.

### Deutschland
Thomas Eigenthaler von der Deutschen Steuer-Gewerkschaft (DSTG) schätzte im Zusammenhang mit den Paradise Papers, dass allein Deutschland jährlich 50 bis 70 Milliarden Euro aufgrund illegaler Finanztransaktionen verloren gehen.
Aus Sicht des damaligen geschäftsführenden deutschen Bundesfinanzministers Peter Altmaier könnten die EU-Finanzminister im Dezember 2017 eine „Schwarze Liste“ für Steueroasen erstellen.
In Deutschland bot sich das Bundesland Hessen für eine federführende Auswertung der „Paradise Papers“ an. Finanzminister Thomas Schäfer (CDU) berief sich bei seinem Vorstoß in Wiesbaden auf das Fachwissen und die technische Ausrüstung der hessischen Finanzverwaltung, die bereits bei der zentralen Auswertung der Panama Papers zum Einsatz kommen. In Zusammenarbeit mit dem Bundeskriminalamt (BKA) werten die hessischen Finanzexperten den Datensatz aus und fungieren dabei als Schnittstelle zu ihren Kollegen in anderen Bundesländern. Das BKA sei bereits im vollständigen Besitz der „Panama Papers“; Hessen hat nach eigenen Angaben ebenso vollen Datenzugriff. Ebenso forderte die deutsche Bundesregierung die beteiligten Medien zur Herausgabe der Originaldaten auf; auch den Strafverfolgungsbehörden sollten die Daten zugänglich gemacht werden.

### Europäische Union
Drei Tage nach den Enthüllungen wehrten sich mehrere Staaten gegen schärfere Bestimmungen der Europäischen Union für die Offenlegung der tatsächlichen Eigentümer von Trusts und Stiftungen. Dazu gehören Luxemburg, Österreich, Irland sowie Großbritannien, Malta und Zypern.

### Türkei
Der türkische Ministerpräsident Binali Yıldırım kommentierte die Verstrickung seiner Söhne damit, dass sie nichts Illegales getan hätten. Die oppositionelle CHP bestätigte zwar, dass nichts Verbotenes geschehen sei, jedoch moralisch Verwerfliches, und wies dabei auf die aktuelle finanzielle Situation der Türkei hin, die solche „verlorenen“ Steuergelder dringend brauche. Zudem forderte die CHP Yıldırım zum Rücktritt auf. Die HDP forderte – wie die CHP – im Parlament eine Untersuchung diesbezüglich, was allerdings von Seiten der AKP abgelehnt wurde. Daraufhin hinterfragten beide Parteien bzw. ihre Abgeordneten öffentlich die Unschuld der Yıldırıms. Einige Tage später kündigte Yıldırım an, die Tageszeitung Cumhuriyet zu verklagen, die als eine der wenigen türkischen darüber berichtete bzw. berichten wollte. Da seine Persönlichkeitsrechte dadurch verletzt worden seien, forderte er einen Schadensersatz von 500.000 TL (ca. 110.000 Euro), trotz Yıldırıms Aussage, dass Tätigkeiten seiner Familienmitglieder nicht geheim gehalten werden müssten.

## Sonstiges
Aus den Paradise Papers geht hervor, dass mithilfe der Kanzlei Appleby Flugzeuge im Wert von mindestens 1,47 Milliarden Euro über Isle of Man nach Europa importiert wurden.

## Filme
- Jochen Becker, Elena Kuch, Brid Roesner, Jan Strozyk: PanamaPapers – Im Schattenreich der Offshorefirmen (ARD/NDR) In: youtube.com, 2017.
- Jochen Taßler, Petra Nagel, Petra Blum und Georg Wellmann (ARD/WDR): Paradise Papers: Geheime Geschäfte – Die Milliarden-Deals der Rohstoffkonzerne (ARD) In: ARD Mediathek, 2017.
- Jochen Becker, Elena Kuch, Brid Roesner, Jan Strozyk (ARD/NDR/WDR): Paradise Papers - Zocker, Trickser, Milliardäre (ARD) In: ARD Mediathek, 2017.

## Podcast
- Benedikt Strunz, Philipp Eckstein: Paradise Papers: Im Schattenreich der Steueroasen (NDR, WDR), 2017

### Zeitungen
- Falter (Wien): paradise.falter.at
- Süddeutsche Zeitung: projekte.sueddeutsche.de
- Tages-Anzeiger / SonntagsZeitung (Schweiz): interaktiv.tagesanzeiger.ch